# Droits LGBT au Monténégro

Localisation du Monténégro en Europe.

L'homosexualité est légale et reconnue au Monténégro. La demande d'adhésion du pays à l'Union européenne a permis quelques avancées significatives sur la question des droits et de la protection des personnes LGBT (lesbiennes, gays, bisexuels et transgenres) mais l'homosexualité reste mal acceptée. Les personnes LGBT font ainsi face à des défis sociaux, et sont parfois l'objet de discriminations et de violences. Cependant, elles sont protégés par la loi contre les discriminations depuis 2010, et les couples sont reconnus dans le cadre d'un partenariat enregistré depuis 2020.

## Loi dépénalisant l'homosexualité
Le Monténégro a décriminalisé l'homosexualité en 1977. La majorité sexuelle, fixée à 14 ans, est identique pour les hétérosexuels et les homosexuels. Les homosexuels ne sont pas bannis du service militaire.

## Reconnaissance des couples LGBT
La constitution bannit le mariage homosexuel depuis l'indépendance du pays en 2006. Cependant, depuis 2020, les couples LGBT sont reconnus par la loi dans le cadre d'une union civile en bénéficiant d'un partenariat enregistré. 

## Lois contre la discrimination
Le parlement du Monténégro a voté le 27 juillet 2010 une loi contre la discrimination basée sur l'orientation sexuelle. Cette loi était l'une des conditions à la candidature du pays à l'Union européenne. 

## Conditions de vie

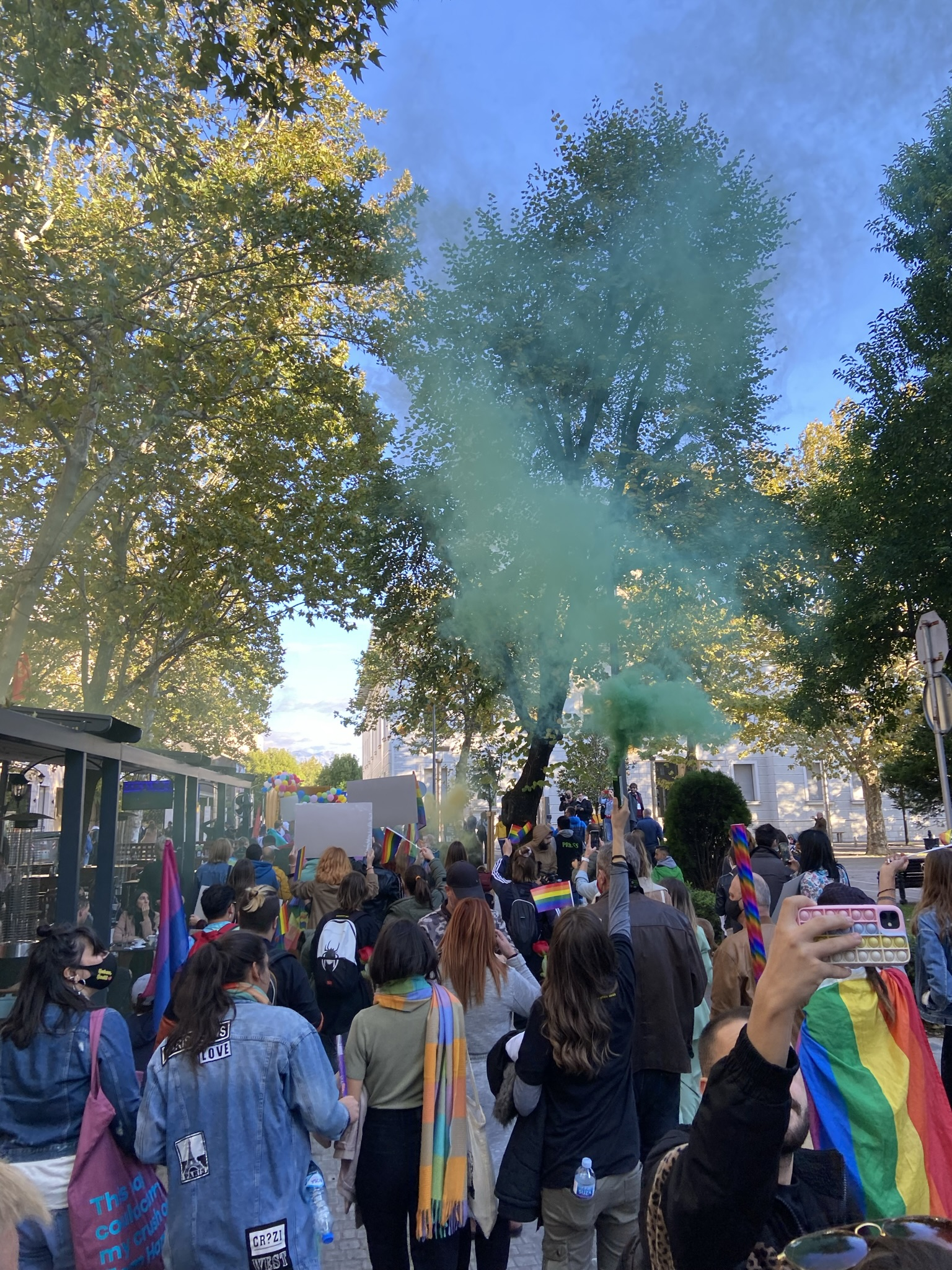
Parade de la gay pride à Podgorica.

L'homosexualité reste taboue. Les gays et lesbiennes font régulièrement l'objet de discriminations, de harcèlement et de violences. La communauté gay et lesbienne adopte de ce fait une attitude de discrétion.
En 2009, Ferhat Dinoša, ministre des droits de l'homme et des minorités, déclare que « l’existence des homosexuels est une mauvaise chose pour le Monténégro ». 
La première gay pride organisée au Monténégro a été fixée au 31 mai 2011, avec l'appui du gouvernement. Le Premier ministre fraîchement élu, Igor Lukšić, a en effet déclaré que « le pays avait besoin de montrer que la société monténégrine était prête à accepter les différences, quels que soient les points de vue personnels de chacun ».